# Озеро Карасине
Озеро Карасине — гідрологічний заказник місцевого значення. Об'єкт розташований на території Камінь-Каширського району Волинської області, ДП «Камінь-Каширське ЛГ», Нуйнівське лісництво, кв. 4, вид. 18.
Площа — 29 га, статус отриманий у 1992 році.
Статус надано з метою охорони та збереження у природному статі однойменного озера карстового походження, в басейні р. Турія, у сосново-березовому лісовому масиві. Середня глибина озера - 0,5 м, максимальна - 1,2 м, дно озера замулене, потужність сапропелевих відкладів становить 4 м. Береги водойми низькі, заболочені, зарослі очеретяно-осоковими угрупованнями. В озері поширені такі види риб: лин (Tinca tinca), карась сріблястий (Carassius gibelio), щука (Esox lucius).